# 추축국의 지휘관 목록
추축국의 지휘관(樞軸國의 指揮官, 영어: Axis leaders of World War II)은 제2차 세계 대전 당시 연합국 군사에 대항한 국가들의 군 수장을 뜻한다.

## 추축국지휘관
- 독일: 아돌프 히틀러, 만슈타인, 모델, 구데리안, 롬멜, 되니츠, 레더, 카이텔, 알프레트 요들, 클루게, 레프, 파울루스, 룬트슈테트, 슈타이너, 케셀링, 보크, 하인리치, 브라우히치, 라이헤나우, 회프너, 디틀, 헤르만 호트, 클라이스트, 만포이텔, 아돌프 갈란트, 리히트호펜, 슈투덴트, 렌둘릭, 라우스, 디트리히, 하우서, 파이퍼, 마이어
- 일본: 쇼와 천황, 나가노 오사미, 우메즈 요시지로, 야마시타 도모유키, 야마모토 이소로쿠, 도조 히데키, 아라키 사다오, 이타가키 세이시로, 오카무라 야스지, 이시와라 간지, 오자와 지사부로, 나구모 주이치, 이노우에 시게요시, 구리바야시 다다미치
- 이탈리아: 비토리오 에마누엘레 3세, 베니토 무솔리니, 로돌포 그라치아니, 조반니 메세, 에토레 바스티코, 피에트로 바돌리오, 이탈로 발보, 이탈로 가리발디, 우고 카발레로, 알프레도 구초니, 프란시스코 포니콜로
- 비시 프랑스 정부: 필리프 페탱
- 헝가리: 호르티 미클로시
- 헝가리 국민협동정부: 살러시 페렌츠, 그러시 요제프
- 루마니아: 이온 안토네스쿠, 니콜라에 시쿠페르쿠, 페트레 두미트레스쿠, 호리아 마셀라리우, 콘스탄틴 콘스탄틴스쿠클랍스, 이오안 글로고제아누, 알렉산드루 이오아니치우
- 불가리아: 보리스 3세, 시메온 2세, 보그단 디미트로프 필로프, 페터르 가브로프스키, 도브리 보질로프,이반 바야요노프, 콘스탄틴 무라비예프
- 왕징웨이 정부: 왕징웨이, 천궁보
- 베트남 왕국: 바오다이
- 캄보디아 왕국:노르돔 시하누크
- 만주국: 푸이(강덕제), 시차
- 몽강연합자치정부:데므치그돈로브
- 버마국:바 모
- 슬로바키아: 요제프 티소
- 크로아티아: 토미슬라브 2세, 안테 파벨리치

## 같이 보기
- 제2차 세계 대전 기간 연합국의 지휘관 목록